# Ястшембсько-Старе
Ястшембсько-Старе (пол. Jastrzębsko Stare) — село в Польщі, у гміні Новий Томишль Новотомиського повіту Великопольського воєводства.
Населення — 676 осіб (2011).
У 1975-1998 роках село належало до Познанського воєводства.

## Демографія
Демографічна структура станом на 31 березня 2011 року:
|          | Загалом | Допрацездатний вік | Працездатний вік | Постпрацездатний вік |
| -------- | ------- | ------------------ | ---------------- | -------------------- |
| Чоловіки | 329     | 70                 | 232              | 27                   |
| Жінки    | 347     | 83                 | 202              | 62                   |
| Разом    | 676     | 153                | 434              | 89                   |